# Frances Shand Kydd
Frances Shand Kydd, Viscontessa Althorp (Sandringham, 20 gennaio 1936 – Oban, 3 giugno 2004), nata Frances Ruth Roche, è stata la madre di Diana, principessa del Galles.

## Biografia
Frances Shand Kydd nacque a Park House, nella residenza reale di Sandringham, nel Norfolk. I suoi genitori erano molto amici dei regnanti Giorgio ed Elisabetta, i genitori della sua futura consuocera, la regina Elisabetta. Suo padre, Maurice Roche, IV barone Fermoy, era infatti uno dei migliori amici del re Giorgio VI, nonché figlio dell'ereditiera americana Frances Work e del suo primo marito, James Roche, III barone Fermoy. La madre di Frances era invece Ruth Roche, baronessa Fermoy, intima amica e confidente della regina consorte Elizabeth Bowes-Lyon.

### Il matrimonio con Edward Spencer, VIII conte Spencer
Il 1º giugno 1954, all'età di soli 18 anni, Roche sposò John Spencer nell'abbazia di Westminster, ottenendo il titolo di "viscontessa Althorp".  Dopo il divorzio riprese a usare il suo titolo di "onorevole", dovutole per essere figlia di un barone e di una baronessa.
La coppia ebbe cinque figli:
- Lady Elizabeth Sarah Lavinia Spencer (19 marzo 1955), che sposò Neil Edmund McCorquodale;
- Lady Cynthia Jane Spencer (poi "baronessa Fellowes") (11 febbraio 1957), che sposò sir Robert Fellowes, poi barone Fellowes;
- Lord John Spencer, che morì 10 ore dopo la sua nascita il 12 gennaio 1960;
- Lady Diana Frances Spencer (1º luglio 1961-31 agosto 1997), prima moglie di Carlo, attuale re Carlo III d'Inghilterra.
- Charles Edward Maurice Spencer, IX conte Spencer (20 maggio 1964), paggio d'onore della regina Elisabetta II del Regno Unito, che sposò Victoria Lockwood, poi Caroline Freud, poi Karen Gordon.

Sovente i media britannici hanno paragonato la vita matrimoniale della principessa Diana con quella di sua madre Frances in quanto entrambe sposarono uomini più anziani di loro e si trovarono improvvisamente catapultate in un mondo non loro. Come per Diana, anche per Frances il matrimonio non fu dei più felici.
Nel 1967 lady Althorp conobbe Peter Shand Kydd, erede di una notevole fortuna pur non essendo nobile. Gli Althorp divorziarono nell'aprile del 1969 anche se Frances continuò a essere tradizionalmente conosciuta con il titolo di viscontessa Althorp.

### Vita personale dopo il divorzio
Nel 1976 lord Althorp sposò Raine, contessa di Dartmouth, figlia della scrittrice Barbara Cartland, ottenendo però la custodia dei figli avuti dal primo matrimonio. Frances sposò quindi Shand Kydd il 2 maggio 1969, vivendo nella remota isola scozzese di Seil, conducendo una vita distaccata e appartata venendo costretta ad apparire in pubblico solo in occasione del matrimonio di sua figlia Diana con il principe di Galles nel 1981.
Frances si separò da Shand Kydds nel giugno del 1988 dopo che il marito l'aveva abbandonata per una donna più giovane. Peter Shand Kydd morì nel 2006. Dopo questo secondo matrimonio fallito, Frances si rinchiuse ancora di più in sé stessa e si dedicò alla sua passione per la pesca. Interruppe ogni contatto anche con la stampa dalla morte della figlia Diana nel 1997. Si convertì nel contempo al cattolicesimo e visse in solitudine a Seil, dedicandosi però alle opere di carità.

### La morte
Frances morì il 3 giugno 2004 di cancro al cervello, all'età di 68 anni, per coincidenza il giorno del compleanno del re Giorgio V (bisnonno di suo genero il principe Carlo), dopo essere nata il giorno della morte del medesimo (20 gennaio 1936).
I funerali si svolsero il 10 giugno 2004 nella cattedrale cattolica di Oban e vi presenziarono molti nipoti e pronipoti tra i quali il principe William del Galles e il principe Henry, duca di Sussex. Il principe Carlo non poté partecipare alla cerimonia dell’ex-suocera in quanto si trovava a presenziare a un altro funerale negli Stati Uniti, quello di Ronald Reagan.

## Ascendenza
|                                 |                       |                            | Genitori               |  |  | Nonni |  |  | Bisnonni                      |  |  | Trisnonni    |  |
|                                 |                       |                            |                        |  |  |       |  |  | Edmond Roche, I barone Fermoy |  |  | Edward Roche |  |
|                                 |                       |                            |                        |  |  |       |  |  | Edmond Roche, I barone Fermoy |  |  | Edward Roche |  |
|                                 |                       | Margaret Honoria Curtain   |                        |  |  |       |  |  | Edmond Roche, I barone Fermoy |  |  |              |  |
| James Roche, III barone Fermoy  |                       |                            |                        |  |  |       |  |  | Edmond Roche, I barone Fermoy |  |  |              |  |
|                                 |                       | Elizabeth Caroline Boothby | James Brownell Boothby |  |  |       |  |  |                               |  |  |              |  |
|                                 |                       | Elizabeth Caroline Boothby | James Brownell Boothby |  |  |       |  |  |                               |  |  |              |  |
|                                 |                       | Elizabeth Caroline Boothby | Charlotte Cunningham   |  |  |       |  |  |                               |  |  |              |  |
| Maurice Roche, IV barone Fermoy |                       | Elizabeth Caroline Boothby |                        |  |  |       |  |  |                               |  |  |              |  |
|                                 |                       | Frank M. Work              | John Work              |  |  |       |  |  |                               |  |  |              |  |
|                                 |                       | Frank M. Work              | John Work              |  |  |       |  |  |                               |  |  |              |  |
|                                 |                       | Frank M. Work              | Sarah Boude            |  |  |       |  |  |                               |  |  |              |  |
| Frances Ellen Work              |                       | Frank M. Work              |                        |  |  |       |  |  |                               |  |  |              |  |
|                                 |                       | Ellen Wood                 | John Wood              |  |  |       |  |  |                               |  |  |              |  |
|                                 |                       | Ellen Wood                 | John Wood              |  |  |       |  |  |                               |  |  |              |  |
|                                 |                       | Ellen Wood                 | Ellen Strong           |  |  |       |  |  |                               |  |  |              |  |
| Frances Ruth Roche              |                       | Ellen Wood                 |                        |  |  |       |  |  |                               |  |  |              |  |
|                                 | Alexander Ogston Gill | David Gill                 |                        |  |  |       |  |  |                               |  |  |              |  |
|                                 | Alexander Ogston Gill | David Gill                 |                        |  |  |       |  |  |                               |  |  |              |  |
|                                 | Alexander Ogston Gill | Sarah Ogston               |                        |  |  |       |  |  |                               |  |  |              |  |
| William Smith Gill              | Alexander Ogston Gill |                            |                        |  |  |       |  |  |                               |  |  |              |  |
|                                 |                       | Barbara Smith Marr         | William Smith Marr     |  |  |       |  |  |                               |  |  |              |  |
|                                 |                       | Barbara Smith Marr         | William Smith Marr     |  |  |       |  |  |                               |  |  |              |  |
|                                 |                       | Barbara Smith Marr         | Helen Bean             |  |  |       |  |  |                               |  |  |              |  |
| Ruth Sylvia Gill                |                       | Barbara Smith Marr         |                        |  |  |       |  |  |                               |  |  |              |  |
|                                 |                       | David Littlejohn           | William Littlejohn     |  |  |       |  |  |                               |  |  |              |  |
|                                 |                       | David Littlejohn           | William Littlejohn     |  |  |       |  |  |                               |  |  |              |  |
|                                 |                       | David Littlejohn           | Janet Bentley          |  |  |       |  |  |                               |  |  |              |  |
| Ruth Littlejohn                 |                       | David Littlejohn           |                        |  |  |       |  |  |                               |  |  |              |  |
|                                 |                       | Jane Crombie               | James Crombie          |  |  |       |  |  |                               |  |  |              |  |
|                                 |                       | Jane Crombie               | James Crombie          |  |  |       |  |  |                               |  |  |              |  |
|                                 |                       | Jane Crombie               | Katherine Scott Forbes |  |  |       |  |  |                               |  |  |              |  |
|                                 |                       | Jane Crombie               |                        |  |  |       |  |  |                               |  |  |              |  |